# Celostátní setkání mládeže 2012
Celostátní setkání mládeže 2012 se uskutečnilo ve Žďáru nad Sázavou od 14. do 19. srpna 2012. Pořádala jej Česká biskupská konference ve spolupráci s Asociací křesťanských sdružení mládeže, počet účastníků (především z řad katolické mládeže) se pohyboval kolem šesti tisíc. V sobotu 19. srpna proběhla v rámci setkání pouť rodin brněnské diecéze, jíž se vedle účastníků setkání zúčastnily ještě zhruba tři tisíce poutníků. Organizaci setkání zajistilo 750 dobrovolníků.
Kromě mší, společných modliteb a katechezí bylo součástí programu osm desítek přednášek z různých tematických oblastí (víra, církev, liturgie, modlitba, psychologie, mezilidské vztahy, sexualita, manželství apod.), z nichž pětina byla určena pro věkovou skupinu od 19 let, přes deset kulturních vystoupení, zejména hudebních (např. koncert houslisty Josefa Špačka), několik workshopů a další. Setkání se zúčastnili také František Lobkowicz, Jiří Mikulášek, Karel Herbst, Jiří Paďour, Jan Vokál, Jan Baxant, František Radkovský, Dominik kardinál Duka, Pavel Posád, Vojtěch Cikrle, Josef Kajnek, Jan Graubner, Karel Orlita, Ladislav Hučko, Tomáš Holub, Prokop Brož, Jaroslav Brož, Miroslav Šimáček, Jan Balík, Marek Vácha, Jaroslav Maxmilián Kašparů, Tomáš Sedláček, Jiří Strach, Stanislav Juránek a rodiče blahoslavené Chiary Badanové.